# Hollis B. Chenery
Hollis Burnley Chenery (* 6. Januar 1918 in Richmond (Virginia); † 1. September 1994 in Santa Fe (New Mexico)) war ein US-amerikanischer Ökonom.
Vor dem Zweiten Weltkrieg studierte Chenery Mathematik und Ingenieurwesen, nach dem Krieg Volkswirtschaftslehre. Im Jahr 1950 wurde er an der Harvard University bei Wassily Leontief promoviert.
Chenery spezialisierte sich in Entwicklungsökonomie. Im Jahr 1965 wurde er als Mitglied in die American Academy of Arts and Sciences gewählt. Nach einer Laufbahn als Hochschullehrer war er von 1972 bis 1982 Chefökonom der Weltbank.